# Рекорд (Лоевский район)
Рекорд (бел. Рэкорд) — деревня в Страдубском сельсовете Лоевского района Гомельской области Беларуси.
На востоке и севере граничит с лесом.

## География

### Расположение
В 12 км на северо-запад от Лоева, 52 км от железнодорожной станции Речица (на линии Гомель — Калинковичи), 67 км от Гомеля.

### Гидрография
Рядом расположено Днепро-Брагинское водохранилище.

## Транспортная сеть
Рядом автодорога Лоев — Речица. Планировка состоит из прямолинейной улицы, близкой к меридиональной ориентации. Застройка двусторонняя, деревянная, крестьянского типа.

## История
Выявленное археологами поселения V—IV тыс. до н. э. (в 0,5 км на восток от деревни) свидетельствует о заселении этих мест с давних времён. Современная деревня основана в начале 1920-х годов переселенцами из соседних деревень на бывших помещичьих землях. В 1930 году организован колхоз «Рекорд», работала кузница. Согласно переписи 1959 года в составе совхоза «Восток» (центр — деревня Страдубка).

## Население

### Численность
- 1999 год — 25 хозяйств, 48 жителей.

### Динамика
- 1959 год — 158 жителей (согласно переписи).
- 1999 год — 25 хозяйств, 48 жителей.